# Ta-ta-ta
Ta-ta-ta is een carnavalskraker geschreven gezongen en op single uitgebracht door André van Duin. Het werd door CNR Records bestempeld als de "Gekste carnavalsplaat van het jaar".
Ta-ta-ta is tevens de enige tekst die in dit lied gezongen wordt. Van Duin liet zich in Bij Van Duin op de Achterbank van 17 februari 2023 ontvallen, dat de "tekst" is ontstaan terwijl hij zijn Sint-bernard aan het kietelen was. Die hond reageerde zo loom, dat Van Duin er vanzelf maar bij begon te pruttelen. In de clip geeft Van Duin in de rol van dirigent instructies aan de figuranten en verbeeldde zijn lied in AVRO's Toppop in de vorm van een polonaise. Het lied sluit net als Onzichtbare André af met de tekst: "I'm invisible, tell the world, you want to know" alhoewel dit alleen betrekking had op het eerstgenoemde nummer.
De B-kant Ik wil met jou wel dansen maar m'n voeten doen zo zeer was ook van de hand van Van Duin, maar dan in samenwerking met zijn (toen) vaste muziekproducent Ad Kraamer.
Aan de buitenverpakking is niet te zien wat A- of B-kant was (de labels gaven wel aan kant 1 of 2).

## Hitnotering

### Nederlandse Top 40
| Positie: | 16 | 10 | 9 | 18 | 29 | uit |

### NederlandseNationale Hitparade
| Positie: | 18 | 7 | 6 | 15 | uit |